# DDR-Mannschaftsmeisterschaft im Schach 1956
Bei der DDR-Mannschaftsmeisterschaft im Schach 1956 holte der SC Wissenschaft Halle den Titel und gewann nach 1955 die DDR-Mannschaftsmeisterschaft zum zweiten Male.
Gespielt wurde ein Rundenturnier, wobei jede Mannschaft gegen jede andere jeweils acht Mannschaftskämpfe an acht Brettern austrug, dem sogenannten Scheveninger System. Insgesamt waren es 48 Mannschaftskämpfe, also 384 Partien.
Im Hinblick auf die Schwerpunktbildung war 1955 eine Neugliederung der obersten Spielklassen beschlossen worden. Für die Saison 1955/56 wurde eine Sonderliga geschaffen.
Die Meisterschaft startete mit ihrem ersten Treffen am 28. Oktober 1955 in Berlin, das SC Wissenschaft Halle gegen SC Motor Berlin mit 16,5:15,5 Punkten gewann. Die letzten Kämpfe der Saison 1955/1956 endeten genau ein Jahr später am 28. Oktober 1956. Die weiteren Termine waren: 9. bis 11. Dezember 1955 in Dresden, 27. bis 29. Januar 1956 in Berlin, 10. bis 12. Februar 1956 in Leipzig, Leipzig gegen Halle, 7. bis 9. September 1956 in Dresden, 28. bis 30. September 1956 in Halle und Leipzig.

## DDR-Mannschaftsmeisterschaft 1956

### Kreuztabelle der Sonderliga (Rangliste)
|   | Verein                | 1    | 2    | 3    | 4    | Punkte |
| - | --------------------- | ---- | ---- | ---- | ---- | ------ |
| 1 | SC Wissenschaft Halle |      | 32,0 | 31,0 | 40,5 | 103,5  |
| 2 | SC Motor Berlin       | 32,0 |      | 31,5 | 31,5 | 95     |
| 3 | SC Einheit Dresden    | 33,0 | 32,5 |      | 28,5 | 94     |
| 4 | SC Rotation Leipzig   | 23,5 | 32,5 | 35,5 |      | 91,5   |

### Die Meistermannschaft
| 1.            | SC Wissenschaft Halle |
| Schachfiguren | Alphabetische Reihenfolge: Hans Joachim Birkholz, Johannes Eising, Joachim Franz, Karlheinz Klemm, Heinz Liebert, Jürgen Mädler, Günther Möhring, Siegfried Mühlberg, Burkhard Malich, Petersohn, Arno Raths, Horst Weigelt, Lothar Zinn |

Für Halle spielte eine junge Studentenmannschaft. In der Dresdener Mannschaft stand u. a. der spätere Großmeister Wolfgang Uhlmann.

### Oberliga
| Platz | Verein                   | Punkte |
| ----- | ------------------------ | ------ |
| 1     | Motor Halle              | 26,5   |
| 2     | Einheit Rostock          | 26,0   |
| 3     | Motor Berlin-Wilhelmsruh | 22,5   |
| 4     | Motor Mitte Berlin       | 17,5   |
| 5     | Aufbau Börde Magdeburg   | 16,5   |
| 6     | SG Berlin-Weißensee      | 12,0   |

| Platz | Verein                    | Punkte |
| ----- | ------------------------- | ------ |
| 1     | Motor Zeiss Jena          | 23,5   |
| 2     | Rotation Dresden          | 21,0   |
| 3     | Lok Leipzig Mitte         | 20,0   |
| 4     | Aufbau Dresden Mitte      | 19,5   |
| 5     | Motor Gohlis Nord Leipzig | 18,5   |
| 6     | Einheit Leipzig Ost       | 17,5   |

### DDR-Liga
| Platz | Verein                  | Punkte |
| ----- | ----------------------- | ------ |
| 1     | Einheit Potsdam         | 31,0   |
| 2     | Einheit Schwerin        | 27,5   |
| 3     | Motor Oberschöneweide   | 27,5   |
| 4     | Wissenschaft Greifswald | 27,0   |
| 5     | Lok Waren               | 24,0   |
| 6     | Motor Wittenberge       | 16,0   |
| 7     | Motor Staßfurt          | 15,0   |

| Platz | Verein                | Punkte |
| ----- | --------------------- | ------ |
| 1     | Wissenschaft Halle II | 23,0   |
| 2     | Motor Gera            | 22,0   |
| 3     | Motor Görlitz         | 21,0   |
| 4     | Aktivist Lauchhammer  | 19,0   |
| 5     | Einheit Mühlhausen    | 18,5   |
| 6     | Lok Werdau            | 16,5   |

Aufbau Südwest Leipzig wurde disqualifiziert.

### Aufstiegsspiele zur DDR-Liga
| Platz | Verein              | Punkte |
| ----- | ------------------- | ------ |
| 1     | SC Motor Berlin II  | 24,5   |
| 2     | Einheit Prenzlau    | 17,0   |
| 3     | Chemie Fürstenwalde | 16,5   |
| 4     | Einheit Rostock II  | 14,5   |
| 5     | Einheit Güstrow     | 06,5   |

| Platz | Verein            | Punkte |
| ----- | ----------------- | ------ |
| 1     | Motor Gotha       | 23,0   |
| 2     | Motor Halle       | 18,5   |
| 3     | Empor Barby       | 15,5   |
| 4     | Einheit Meiningen | 13,0   |
| 5     | Lok Greiz         | 10,0   |

| Platz | Verein               | Punkte |
| ----- | -------------------- | ------ |
| 1     | Aktivist Oelsnitz    | 23,5   |
| 2     | Wissenschaft Leipzig | 21,5   |
| 3     | Turbine Falkensee    | 14,5   |
| 4     | Motor Ost Dresden    | 14,0   |
| 5     | Fortschritt Forst    | 06,5   |

Einen Stichkampf der Gruppenzweiten um einen weiteren Aufstiegsplatz gewann Halle gegen Leipzig mit 4½:3½. Einheit Prenzlau trat zu den Stichkämpfen nicht an.

## DDR-Mannschaftsmeisterschaft der Frauen 1956
| Platz | Verein                       | Punkte |
| ----- | ---------------------------- | ------ |
| 1     | Motor „Albert Richter“ Halle | 26,0   |
| 2     | SC Motor Berlin              | 24,5   |
| 3     | Aufbau Börde Magdeburg       | 18,5   |
| 4     | Motor Gohlis Nord Leipzig    | 17,5   |
| 5     | Empor Tangermünde            | 14,0   |
| 6     | Lok Dresden                  | 13,5   |
| 7     | Einheit Leipzig Ost          | 12,0   |

Lok Cottbus trat zum letzten Spiel bei Einheit Leipzig Ost nicht an und wurde mit allen zuvor erzielten Ergebnissen aus der Wertung genommen.

### Aufstiegsrunde
| Platz | Verein             | Punkte |
| ----- | ------------------ | ------ |
| 1     | Einheit Mühlhausen | 15,5   |
| 2     | Lok Wittstock      | 09,5   |
| 3     | Aktivist Böhlen    | 07,0   |
| 4     | Motor Wittenberge  | 04,0   |

Motor Jena wurde nach Nichtantreten aus der Wertung genommen.

## Jugendmeisterschaften
Die Endrunden der Schüler-Mannschaften fanden in Beilrode (Jungen) und Potsdam (Mädchen) statt. Ebenfalls in Potsdam ermittelten die Jugendlichen Anfang Dezember 1956 ihre Meister.
| Altersklasse | männlich                      | weiblich            |
| ------------ | ----------------------------- | ------------------- |
| Schüler      | Zentralschule Gräfenhainichen | Pionierhaus Potsdam |
| Jugend       | Motor Ost Dresden             | Empor Potsdam       |